# أليكس هاميلتون (لاعب كرة قدم)
أليكس هاميلتون (بالإنجليزية: Alex Hamilton)‏ (5 أبريل 1936 في المملكة المتحدة - 1990 في المملكة المتحدة) هو لاعب كرة قدم بريطاني في مركز الظهير. شارك مع منتخب اسكتلندا لكرة القدم. أما مع النوادي، فقد لعب مع نادي دندي ونادي أدينغتون ‏ ونادي لندن الشرقية يونايتد ‏ ورابطة كرة القدم الاسكتلندية الحادية عشر ‏.

## وصلات خارجية
- أليكس هاميلتون (لاعب كرة قدم) على موقع ناشيونال فوتبول تيمز (الإنجليزية)